# Нина (албум Нине Бадрић)
Нина је четврти албум хрватске поп певачице Нине Бадрић, који је издат 2000. године за продукцијску кућу Кроација рекордс.

## Песме
На албуму се налазе следеће песме: